# M151
M151은 미군의 경량 다목적 차량으로 한국전쟁 당시 사용했던 M38, M38A1의 후속이다.

## 역사
1951년 포드 모터 컴퍼니는 노후화되는 M38, M38A1 모델의 지프차량을 대체할 1/4톤, 4륜 구동 차량을 설계하는 계약을 따낸다.

## 같이 보기
- 우아즈 헌터